# Samina
El Samina también: Saminabach es un río de rápidos que se origina en Liechtenstein y formó el Valle Samina en el curso del tiempo. Tiene una longitud de aproximadamente 17 km (Liechtenstein: 12 km, Austria: 5 km) y es el segundo río, por su longitud, del Principado. En el territorio municipal de Frastranz el río desemboca en el Ill (Austria). 
El agua se usa intensamente para la producción de electricidad así como suministro de agua potable para las poblaciones de Liechtenstein. El Samina posee una calidad de grado A a B y los deportistas lo valoran para la práctica del rafting.